# 张益明
张益明（1969年5月—），江苏江宁人，中华人民共和国外交官，曾任中华人民共和国驻纳米比亚共和国特命全权大使，现任中华人民共和国驻阿拉伯联合酋长国特命全权大使。

## 生平
张益明毕业于北京大学，1992年进入中华人民共和国外交部工作，先后在外交部亚洲司、驻泰国大使馆、驻巴基斯坦大使馆任职。2009年，任驻纳米比亚大使馆参赞。2011年，任驻泰国大使馆参赞，后升公使衔参赞。2014年，任外交部礼宾司副司长。2016年4月，以礼宾司副司长兼任使团事务办公室主任。2017年，出任中华人民共和国驻纳米比亚大使。2022年3月，自驻纳米比亚大使离任。5月，出任中华人民共和国驻阿拉伯联合酋长国大使。

## 家庭
已婚，有一女。